# Wappen der Provinz Ourense
Das Aussehen des Wappens der Provinz Ourense wurde erstmals offiziell als Bestandteil der Provinzflagge am 30. Januar 1998 von der Abgeordnetenkammer der Provinz festgelegt. Die Entscheidung wurde im Boletín Oficial da Provincia de Ourense vom 10. Februar 1998 veröffentlicht. Es handelt sich um eine Modifikation des Stadtwappens von Ourense.

## Beschreibung

Wappen der Provinz Ourense

In der Heraldik werden die Bezeichnungen rechts und links grundsätzlich aus der Sicht der Person verwendet, die den Schild vor sich her tragen würde, also entgegengesetzt zur Sicht des Betrachters.
Das Wappen der Provinz Ourense besteht aus einem silbernen Schild, worauf eine braune, schwarz vermauerte, fünfbogige Brücke über sechs blau-silbernen Wellenbalken dargestellt ist. Rechts erhebt sich auf der Brücke ein brauner Turm mit 3 aufgesetzten Türmchen, deren mittlerer etwas höher ist. Der Turm besitzt insgesamt fünf rote Fenster und eine ebensolche Toröffnung. Links auf der Brücke steht ein roter, aufrechter, nach rechts gewandter Löwe, der in der Rechten ein rotes Schwert erhebt. Zwischen Löwe und Turm schwebt die geschlossene spanische Königskrone, die auch auf dem Wappenschild aufliegt.

## Historische Herkunft der Wappenbestandteile
Die Brücke über den Río Miño geht auf römische Ursprünge des 1. Jahrhunderts zurück. Ihr heutiges Aussehen erhielt sie nach zahlreichen Umgestaltungen über die Jahrhunderte hinweg, die zum Teil durch Teileinstürze verursacht wurden, im Jahre 1667. Sie wurde 1833 ins Stadtwappen von Ourense eingefügt. Der Turm, der ebenfalls im Wappenschild auf der rechten Seite der Brücke abgebildet ist, stand zu diesem Zeitpunkt noch, wurde aber 1839 abgebrochen.
Der Löwe mit dem erhobenen Schwert ist seit 1447 im Siegel von Ourense nachweisbar. Er steht für den Anspruch Ourenses als königliche Stadt im Königreich León zu gelten, seit Alfons VII. der Stadt „auriensem burgum“ 1131 Privilegien verlieh. Das Schwert steht als Symbol für die zivile Gerichtsbarkeit.
Die spanische Königskrone erscheint im Wappen seit 1637.